# Bridgend Rugby Football Club
Le Bridgend Rugby Football Club est un club professionnel gallois de rugby à XV situé à Bridgend au pays de Galles. Le club est créé en 1878 évolue en Super Rygbi Cymru (en).
Ses joueurs sont susceptibles d'être recrutés pour évoluer sous le maillot des Ospreys, équipe régionale évoluant dans le United Rugby Championship et dans les compétitions de l'EPCR.

## Histoire
Le Bridgend RFC est fondé en 1878.
Le club rejoint le Pontypridd RFC pour la saison 2003-2004 afin de disputer la Celtic League sous le nom de Celtic Warriors, l'une des cinq équipes régionales créées par la fédération galloise afin de permettre l'émergence d'une élite galloise resserrée. Les Warriors sont dissous par la fédération galloise dès la fin de la première saison en raison de problèmes financiers sérieux. Bridgend RFC, qui a disputé le championnat gallois en parallèle, reprend donc complètement sa liberté, mais change de nom pour devenir officiellement les Bridgend Ravens. Le club évolue désormais dans la Welsh Premier Division.
En 2024, la fédération galloise lance le Super Rygbi Cymru (en), première compétition professionnelle incluant dix équipes. Appliquée pour la saison 2024-2025, Bridgend en fait partie,. 

## Palmarès
- Championnat du pays de Galles :
  - Champion (non officiel) (5) : 1964, 1966, 1970, 1971 et 1981.
  - Champion (1) : 2003.
- Coupe du pays de Galles :
  - Vainqueur (2) : 1979 et 1980.
  - Finaliste (3) : 1981, 1982 et 1990.

## Personnalités du club

### Joueurs célèbres
- Chris Budgen
- Lee Byrne
- Gareth Cooper
- John Devereux
- Steve Fenwick
- Scott Gibbs
- Mike Hall
- Gavin Henson
- Chris Horsman
- Rob Howley
- Dafydd James
- Vivian Jenkins
- Simon Mannix
- Lyndon Mustoe
- Wayne Proctor
- Cerith Rees
- Tevita Taumoepeau
- Jon Thiel
- Gareth Thomas
- Gavin Thomas
- Julian White
- J.J. Williams
- JPR Williams
- Jeff Young
- Martyn Williams
- Rhys Williams